# Traités médiévaux sur l'agriculture

## LesByzantins
Cassianus Bassus a compilé ses Géoponiques au VIIe siècle basée sur le travail du IVe siècle de Vindonius Anatolius. Michel Psellos produit également (Περι Γεωργικων). Les dernières Géoponiques sont une collection de vingt livres de savoirs agricoles, compilés vers 950 pour l'empereur Constantin VII Porphyrogénète. Les sources finales incluent des éléments de Pline l'Ancien, divers auteurs grecs ou romains perdus, sur Magon ou même des travaux attribués à Zoroastre sur des sujets traitant de l'Omen, l'agriculture, l'agronomie, l'art vétérinaire, les nuisibles, l'apiculture, l'oléiculture, la viticulture, la pisciculture, les techniques de salage... Les citations et les attributions sont peu précises et peu sûres. Le manuscrit reste obscur par endroits. Les traductions en syriaque, pahlavi, arabe et arménien témoignent de sa popularité et sa diffusion mais compliquent également sa compréhension.

## Les agronomes arabes